# Galston, Skottland
Galston är en ort i Storbritannien.   Den ligger i kommunen East Ayrshire och riksdelen Skottland, i den centrala delen av landet, 500 km nordväst om huvudstaden London. Galston ligger 52 meter över havet och antalet invånare är 4 902.
Terrängen runt Galston är huvudsakligen platt, men österut är den kuperad. Galston ligger nere i en dal. Runt Galston är det ganska tätbefolkat, med 111 invånare per kvadratkilometer. Närmaste större samhälle är Kilmarnock, 7,3 km väster om Galston. Trakten runt Galston består i huvudsak av gräsmarker.